# 1256

## Esdeveniments
- 16 de maig comença el Concili de Tarragona.
- 17 de maig - Eiximén Pérez d'Arenós promulga la carta de poblament d'Alcoi a Xàtiva.
- 21 d'agost - L'Infant Jaume (Jaume II) és reconegut com a successor del regne de Mallorca.
- 18 de setembre - El bisbe de València lliura a Ramón d'Almenar el solar d'un antic cementeri musulmà a Alcoi.
- 29 de desembre - Jaume I concedeix a Alcoi el privilegi de no tenir moreria al seu nucli urbà.

## Necrològiques
- 1 de setembre - Japó: Kujō Yoritsune, novè shogun
- 14 d'octubre - Japó: Kujō Yoritsugu, desè shogun